# 雑役免系荘園
雑役免系荘園（ぞうやくめんけいしょうえん）とは、国衙から雑役免を受け、その雑役分を荘園領主が確保することが認められた荘園のこと。

## 概要
寺院・神社に納められる雑役は、古くは国家からの実物による支給によって賄われていたが、10世紀以後は国衙の正税から捻出されるようになった。
更に11世紀には国衙の許可を得た寺社が指定された対象地から雑役を直接徴収する仕組が確立した。したがってその対象地は国衙へ雑役分を納めることは止め（雑役免）、代わりに寺社へ雑役を納める「雑役免田」（負田・負名とも）となった。
当初はその該当地は定まっていない浮免（うきめん）と呼ばれる存在であったが、後に一定の区画が雑役免田として固定化される定免（じょうめん）と呼ばれる仕組が成立した。これによって、寺社と雑役免田及びその耕作者の間に一定の関係が生じ、荘園として発達する素地が形成され、後に国衙からも荘園として認証されるようになった。これが雑役免系荘園である。元々寺社の占有地であった墾田地系荘園とは異なり、国衙が寺社のために収取すべき雑役を国衙が特定の土地を指定して寺社側に直接収取することを認め、それがやがて占有・土地支配へと発展した荘園であった。
ただし、その成立の経緯上、官物は依然として国衙に納めるものとされた。また、国衙による検田権は保障されていたため、国衙による干渉を受け、経営は不安定であった。その反面、国衙からの許可を受けやすく、墾田地系荘園や寄進地系荘園よりも広かったと考えられている。12世紀に入る頃から、荘園領主である寺社は経営安定化のために雑役免系荘園の一円支配を目指し、寺田・神田などの封戸と同様に官物徴収権も獲得するようになったが、12世紀以後も引き続き雑役免系荘園は各地で残存した。

## 備考
- 雑役免系荘園の概念は1959年に村井康彦によって提唱された。当初は畿内を中心にした概念と考えられ、それによって畿内型荘園（きないがたしょうえん）と呼称が用いられる例があったが、後に九州の事例を研究した工藤敬一らによって日本全国的な事象として考えられるようになった。